# Tamworth, New South Wales
Tamworth är en ort i Australien. Den ligger i kommunen Tamworth Municipality och delstaten New South Wales, i den sydöstra delen av landet, omkring 310 kilometer norr om delstatshuvudstaden Sydney. Antalet invånare är 47 597.
Tamworth är det största samhället i trakten.
Trakten runt Tamworth består till största delen av jordbruksmark. Runt Tamworth är det ganska tätbefolkat, med 214 invånare per kvadratkilometer. Genomsnittlig årsnederbörd är 898 millimeter. Den regnigaste månaden är februari, med i genomsnitt 160 mm nederbörd, och den torraste är oktober, med 18 mm nederbörd.